# Maxime Pauty
Maxime Pauty (Clamart, 20 de junho de 1993) é um desportista francês que compete em esgrima, especialista na modalidade de florete.
Participou nos Jogos Olímpicos de Verão de 2020, obtendo uma medalha de ouro na prova por equipas (junto com Erwann Le Péchoux, Enzo Lefort e Julien Mertine).
Ganhou uma medalha de prata no Campeonato Mundial de Esgrima de 2019 e uma medalha de ouro no Campeonato Europeu de Esgrima de 2019.

## Palmarés internacional
| Jogos Olímpicos    | Jogos Olímpicos        | Jogos Olímpicos   | Jogos Olímpicos     |
| Ano                | Lugar                  | Medalha           | Prova               |
| ------------------ | ---------------------- | ----------------- | ------------------- |
| 2020               | Tóquio ( Japão)        | Medalha de ouro   | Florete por equipas |
| 2024               | Paris ( França)        | Medalha de bronze | Florete por equipas |
| Campeonato Mundial |                        |                   |                     |
| Ano                | Lugar                  | Medalha           | Prova               |
| 2019               | Budapeste ( Hungria)   | Medalha de prata  | Florete por equipas |
| Campeonato Europeu |                        |                   |                     |
| Ano                | Lugar                  | Medalha           | Prova               |
| 2019               | Düsseldorf ( Alemanha) | Medalha de ouro   | Florete por equipas |